# Садиба Липинського
Сади́ба Липи́нського — парк-пам'ятка садово-паркового мистецтва місцевого значення в Україні. Об'єкт розташований на території Володимирського району Волинської області, в селі Затурці. 
Площа 3 га. Статус присвоєно згідно з рішенням обласної ради від 17.03.1994 року № 17/19. Перебуває у віданні Волинського краєзнавчого музею. 
Статус надано для збереження парку при Меморіальному музеї В'ячеслава Липинського. Парк заснований у XIX ст. Тут зростають дерева віком близько 170 років, серед яких: ясен звичайний, липа серцелиста, клен гостролистий, біла акація, а також ліщина звичайна, крушина ламка, бузина чорна тощо.

## Галерея

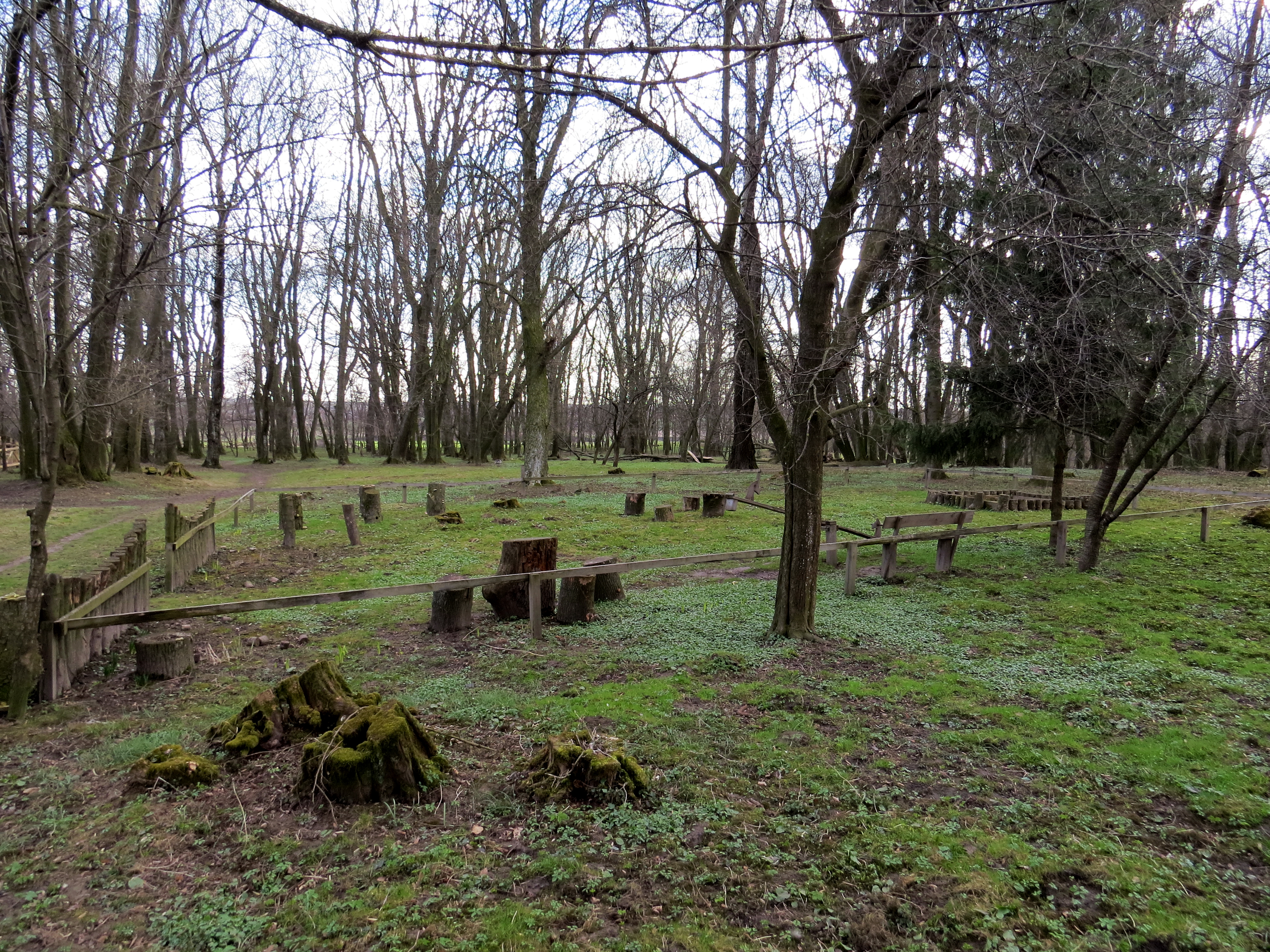
Місце для відпочинку
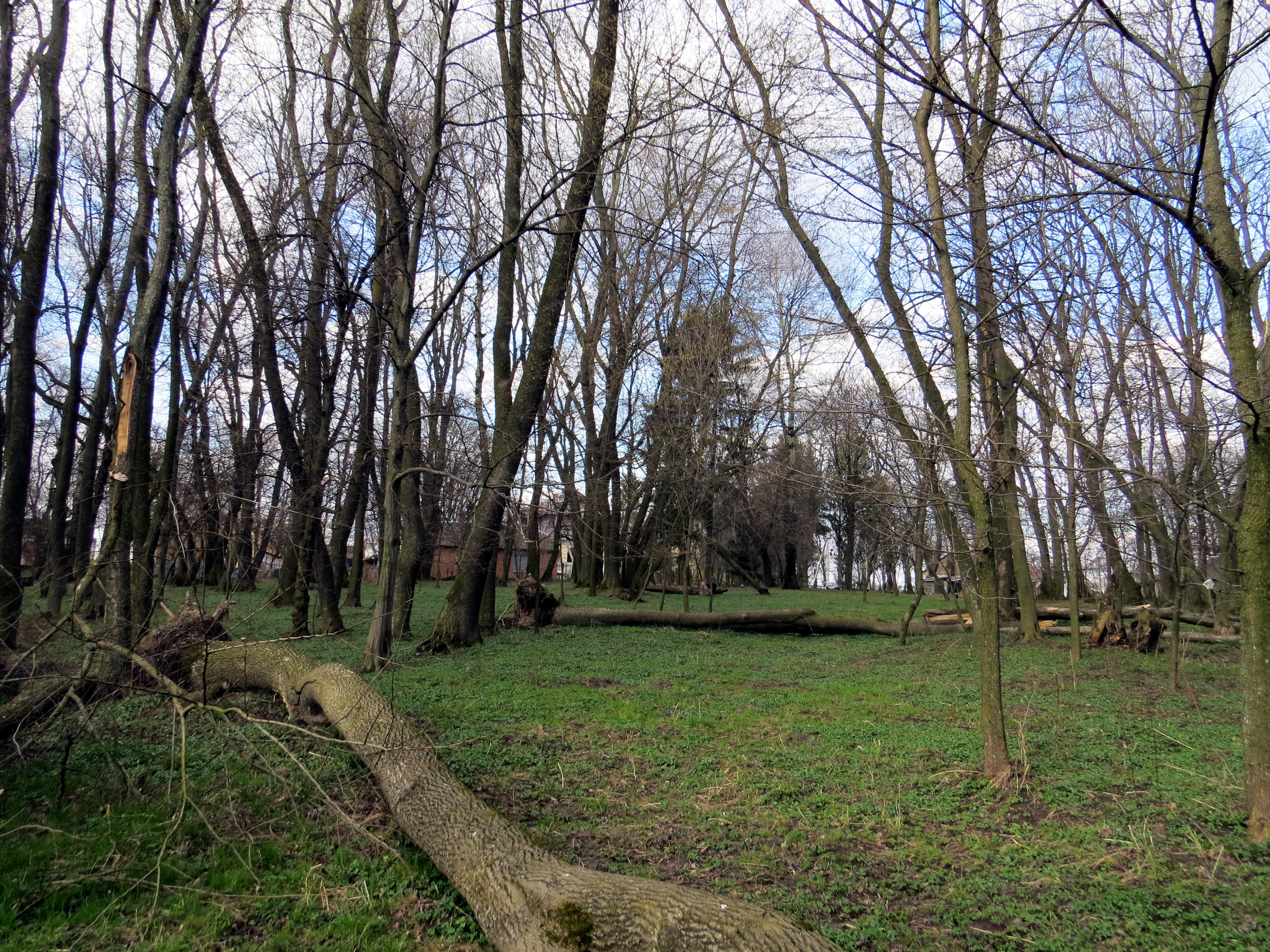
Поблизу центру парку